# El Zapote, Zinapécuaro
El Zapote är en ort i Mexiko.   Den ligger i kommunen Zinapécuaro och delstaten Michoacán de Ocampo, i den södra delen av landet, 180 km väster om huvudstaden Mexico City. El Zapote ligger 2 138 meter över havet och antalet invånare är 157.
Terrängen runt El Zapote är lite bergig. Runt El Zapote är det ganska tätbefolkat, med 90 invånare per kvadratkilometer. Närmaste större samhälle är Zinapécuaro, 5,5 km norr om El Zapote. I omgivningarna runt El Zapote växer i huvudsak blandskog.